# Young Sid
Young Sid, pseudonimo di Sidney Diamond (Auckland, 7 luglio 1986), è un rapper neozelandese.

## Biografia
Young Sid è salito alla ribalta con l'album in studio The Truth, pubblicato nel 2007, candidato per un New Zealand Music Award e arrivato 27º nelle Official Aotearoa Music Charts. Tre anni più tardi è avvenuta l'uscita del secondo LP What Doesn't Kill Me, classificatosi 11º e anch'esso candidato per un New Zealand Music Award.

## Discografia
- 2007 – The Truth
- 2010 – What Doesn't Kill Me